# Meerpolder (Berkel en Rodenrijs)
Meerpolder is een polder en Vinex-wijk (ten dele nog in aanbouw) in de gemeente Lansingerland in de Nederlandse provincie Zuid-Holland. De wijk ten westen van de oude kern van Berkel en Rodenrijs, gelegen in de polder Meerpolder (of Nieuwe Droogmaking), zal uiteindelijk 2600 woningen tellen. In de wijk ligt de waterplas Berkelse Plas. De waterplas functioneert als verbinding tussen de omliggende woongebieden; de plas koppelt het centrum van Berkel en Rodenrijs aan het westelijk gelegen natuurgebied de Groenblauwe Slinger.
De bouw van de wijk startte in 2000. In 2010 is het grootste deel van de woningen gerealiseerd.